# Додеканези
Додеканезите (на гръцки: Δωδεκάνησα, Додеканиса, на турски: Onikiada, и на двата езика означаващо „дванадесет острова“) са група гръцки острови в югоизточната част на Егейско море, близо до югозападния бряг на Турция. Според някои източници Додеканезите заедно с Икария и Самос образуват по-голямата островна група Южни Споради. Додеканези е също и един от номите на Гърция с административен център град Родос.  
В състава на Додеканезите от север на юг влизат островите Патмос, Липсос, Лерос, Калимнос, Кос, Астипалея, Нисирос, Тилос, Сими, Халки, Родос (най-голям), Карпатос, Касос и др. с обща площ 2714 km². Обитаемите острови са 26. На островите преобладават хълмистите и нископланинскщите райони с най-висока точка 1219 m на остров Карпатос. Покрай бреговете са разположне множество малки крайбрежни равнинни пространства, а във вътрешността – плодородни долини. Склоновете на хълмовете и масивите са покрити със средиземноморски храсти, малки участъци с гори от вечнозелен дъб, бор и кипарис. Отглеждат се зърнени култури, лозя и маслини. Основен поминък на населението е риболова.
Островите имат богата история и много от дори най-малките от тях имат десетки византийски църкви и средновековни крепости. През 1911 – 1947 г. са територия на Италия и през Втората световна война 1943 г. там се провежда една от най-епичните битки в историята на Средиземноморието, наречена Додеканезка операция, в която италианските и английските войски се сражават срещу германските части, извършващи десанти на островите след подписаното Примирие на Италия с антихитлеристката коалиция през септември 1943 г. Съгласно подписания през 1947 г. Парижки мирен договор (1947) Италия отстъпва островите на Гърция, част от която са и до днес.  